# Sabrina Belleval
Sabrina Belleval (L'Isle-Adam, 3 maggio 1965) è una modella francese, vincitrice del titolo di Miss Costa Azzurra 1981 e Miss Francia 1982.

## Carriera
La rivista OK Magazine inviò le fotografie di Sabrina Belleval al comitato di Miss Francia Miss France, in quanto semifinalista del concorso indetto dalla rivista Miss OK. Fu eletta Miss Francia all'età di sedici anni presso l'Hôtel PLM Saint-Jacques di Parigi.
Nel 1986, ha registrato un brano musicale insieme a Martine Belloni (Miss Parigi 1983) sotto il nome Les Croque-Monsieurs, ma in seguito intraprese la carriera di attrice teatrale, dopo aver preso lezioni per quattro anni al Cours Florent. Ha anche recitato in alcune produzioni televisive e cinematografriche.

## Filmografia parziale
- La regina della notte, regia di Walerian Borowczyk (1987)